# Тарулло, Дэниел
Дэниел Тарулло (англ. Daniel K. Tarullo, род. в ноябре 1952 года, Бостон, Массачусетс, США) — американский юрист, профессор права Центра права Джорджтаунского университета, член Совета управляющих Федеральной резервной системой США (2009—2017).

## Биография
Базовое высшее образование получил в Джорджтаунском университете (бакалавр, 1973) и Университете Дьюка (магистр, 1974).
Окончил с отличием Школу права Мичиганского университета в 1977 году.
Женат, двое детей.

## Академическая карьера
В 1981−87 годах работал в Гарвардской школе права.
В последние годы был профессором права Центра права Джорджтаунского университета, где преподавал курсы по международному финансовому регулированию, международному праву и банковскому праву.

## Работа вФРС США
28 января 2009 года приступил к исполнению обязанностей члена Совета управляющих (англ. Board of Governors) Федеральной резервной системы США. Срок его полномочий заканчивается 31 января 2022 года.
Его указывают сторонником мягкой политики.